# Lockhartia acuta
Lockhartia acuta es una especie de orquídea epifita originaria de América.

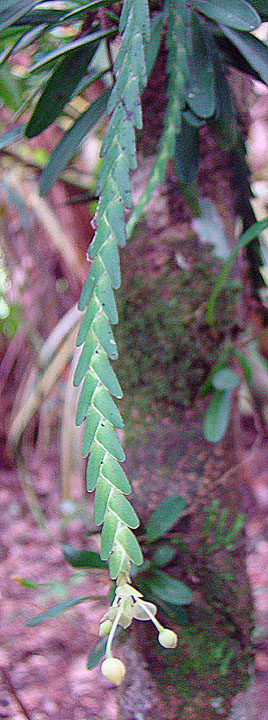
Vista de la planta

## Descripción
Es una orquídea de tamaño medio con hábitos de epifita con hojas coriáceas, ovadas triangulares, subagudas, imbricadas. Florece en una inflorescencia terminal o lateralde 7 a 8 cm de largo, paniculada con pequeñas brácteas florales en forma de corazón y que llevan muchas flores que se producen sobre todo en el verano.

## Distribución y hábitat
Se encuentra en Costa Rica, Panamá, Colombia, Trinidad y Tobago y Venezuela en los bosques húmedos en semi-sombra, a altitudes de 100 a 600 metros. 

## Taxonomía
Lockhartia acuta fue descrita por (Lindl.) Rchb.f. y publicado en Botanische Zeitung (Berlin) 10(44): 767. 1852.
Etimología
Lockhartia: nombre genérico otorgado en homenaje a Sir David Lockhart, superintendente del Imperial Jardín Botánico de Trinidad y Tobago, en el siglo XVIII.
acuta: epíteto latíno que significa "afilado, puntiagudo".
Sinonimia
- Fernandezia acuta Lindl. (basónimo)
- Lockhartia pallida Rchb.f.
- Lockhartia lasseri Schnee